# Sasak (langue)
Pour les articles homonymes, voir Sasak (homonymie).
Le sasak (ou sassak) est une langue austronésienne parlée en Indonésie, dans l'île  de Lombok. La langue appartient à la branche malayo-polynésienne des langues austronésiennes.

## Classification
Le sasak est classé par Adelaar dans les langues malayo-sumbawiennes, un des groupes du malayo-polynésien occidental.

## Phonologie
Le tableau présente les consonnes du sasak.

### Consonnes
|              |              | Bilabiales | Dentales | Dorsales | Dorsales | Glottales |
| ------------ | ------------ | ---------- | -------- | -------- | -------- | --------- |
| Palatales    | Vélaires     | Bilabiales | Dentales |          |          | Glottales |
| Occlusives   | Sourde       | p [p]      | t [t]    |          | k [k]    | ʔ [ʔ]     |
| Occlusives   | Sonore       | b [b]      | d [d]    |          | g [g]    |           |
| Fricative    | Fricative    |            | s [s]    |          |          | h [h]     |
| Affriquée    | Sourde       |            |          | c [t͡ʃ]   |          |           |
| Affriquée    | Sonore       |            |          | j [d͡ʒ]   |          |           |
| Nasale       | Nasale       | m [m]      | n [n]    | ɲ [ɲ]    | ŋ [ŋ]    |           |
| Roulée       | Roulée       |            | r [r]    |          |          |           |
| Liquide      | Liquide      |            | l [l]    |          |          |           |
| Semi-voyelle | Semi-voyelle | w [w]      |          | y [j]    |          |           |

## Sources
- (en) Adelaar, Alexander, The Austronesian Languages of Asia and Madagascar: A Historical Perspective, The Austronesian Languages of Asia and Madagascar, pp. 1-42, Routledge Language Family Series, Londres, Routledge, 2005,  (ISBN 0-7007-1286-0)
- (en) Donohue, Mark, The Papuan Language of Tambora, Oceanic Linguistics, 46:2, pp. 520-537, 2007.